# Malenin (województwo wielkopolskie)
Malenin – wieś w Polsce położona w województwie wielkopolskim, w powiecie gnieźnieńskim, w gminie Witkowo.
Wieś duchowna Malenino, własność kapituły kolegiackiej św. Jerzego w Gnieźnie, w drugiej połowie XVI wieku leżała w powiecie gnieźnieńskim województwa kaliskiego. W latach 1975–1998 miejscowość administracyjnie należała do województwa konińskiego.